# Szomolánka
Szomolánka (1899-ig Szmolinszkó, szlovákul Smolinské) község Szlovákiában, a Nagyszombati kerületben, a Szenicei járásban.

## Fekvése
Szenicétől 21 km-re nyugatra fekszik.

## Története
A települést 1392-ben "Somola" néven említik először, amikor Luxemburgi Zsigmond a holics-sztrázsai uradalmat Stíbornak adja zálogbirtokul. Ekkor Szomolánka már az uradalom részeként a Sasvári vár jobbágyfaluja volt. 1489-ben "Zmolenyche", 1498-ban "Zmolyncz", később "Szmolinszka", "Zmolnice" alakban említik a korabeli források. Neve a szláv „smol” főnévből származik.
A 15. század végén, a Stíborok kihalásával az uradalom a Czobor családé lett, akik uradalmi majort létesítettek itt. 1554-ben a falu határában, az elhagyott majoron kívül halastó is volt. Ebben az időben a falu életét jelentősen megváltoztatta a bevándorlás, különösen a habánok betelepülése. A jellegzetes habán udvarok közül 15 a mai napig is fennmaradt. Egy-egy udvarhoz több család is tartozott. 1601-ben megemlítik, hogy a birtokos Czobor Imre a mezőgazdasági terület kiterjesztése céljából kiirtatta a szomolánkai erdőt. A 17. században a falu sokat szenvedett a török, majd a kuruc hadak pusztításaitól, lakossága ekkor jelentősen csökkent 1715-ben 17 házából 9 jobbágy és 8 zsellérház volt. A Czobor család betelepítéseinek következtében a házak száma 1720-ban már 31-re emelkedett. A korábbi gótikus templom helyén ekkor épült fel az új barokk templom, határában pedig kiterjedt szőlőskerteket telepítettek. Ebben az évben a Czoborok a községet a pozsonyi jezsuitáknak adták zálogbirtokul. 1738-ban Lotaringiai Ferenc herceg és felesége, Mária Terézia szerezte meg a Habsburg-család részére, akik még 1736-ban az egész holics-sasvári uradalmat megvásárolták. 1752-ben Szomolánkán 66 család élt. 1787-ben 103 házát 633-an lakták. Lakosságának száma ekkor ugrásszerűen megemelkedett. 1828-ban már 152 ház állt a településen 1062 lakossal. A 18. században lakói mezőgazdasággal és szőlőtermesztéssel foglalkoztak.
Vályi András szerint "SZOMOLYÁNKA. Szmolniszke. Tót falu Nyitra Várm. földes Ura a’ Fels. Tsászár, lakosai katolikusok, fekszik Sassinhoz 3/4 mértföldnyire; határja középszerű."
Fényes Elek szerint "Szomolánka, (Szmelinszke), tót falu, Nyitra vmegyében, Egbeltől délre 1/2 óra. Táplál 1071 kath., 31 zsidó lak. Kath. paroch. templom. Szép erdő; urasági tehenészet; vizimalom; téglavető. F. u. ő cs. k. felsége. Ut. p. Holics."
Nyitra vármegye monográfiája szerint "Szmolinszko, Csáritól északra fekvő tót falu, 1019 r. kath. és kevés izr. vallású lakossal. Postája Sztrázsa, távirója Sasvár, vasúti állomása Kutti. Kath. templomát gróf Czobor Imre 1720-ban építtette. Kegyura a cs. és kir. család. 1867-ben nagy csapás érte a községet, amennyiben aratás után az egész falu a lakosok termésével együtt leégett. A sasvári cs. és kir. családi uradalomnak itt nagyobb kiterjedésü birtokai vannak. A XVI. században „Zmolnice” név alatt Sasvár tartozéka volt."
A trianoni békeszerződésig Nyitra vármegye Szenicei járásához tartozott.

## Népessége
| Év:            | 1994. | 2004.   | 2014.   | 2024.   |
| -------------- | ----- | ------- | ------- | ------- |
| Emberek száma: | 958   | 968     | 937     | 920     |
| Eltérés:       |       | +1,04 % | -3,20 % | -1,81 % |

| Év:            | 2023. | 2024.   |
| -------------- | ----- | ------- |
| Emberek száma: | 914   | 920     |
| Eltérés:       |       | +0,65 % |

1910-ben 1063, túlnyomórészt szlovák lakosa volt.
2001-ben 939 lakosából 926 szlovák volt.
2011-ben 978 lakosából 948 szlovák.

## Nevezetességei
- Szent Jakab apostol tiszteletére szentelt római katolikus temploma 1720-ban épült a korábbi gótikus templom helyén, barokk stílusban. Szűz Mária szobra 1678-ban készült. 1924-ben átépítették.
- Az Egbellre menő út mellett álló kis kápolna 1680-ban épült.
- A Szentháromság-kápolna 1820-ban épült gótikus stílusban.
- Szent Vendel és Szent Flórián szobrai 1833-ban készültek.
- A Lourdes-kápolna 1891-ben épült.
- A falu közepén álló harangláb a 18. század végén készült.

## Híres emberek
Itt élt és dolgozott 1902 és 1920 között Ján Donoval (1881-1940) szlovák költő, irodalomkritikus, a faluban emléktáblája látható.

## Galéria

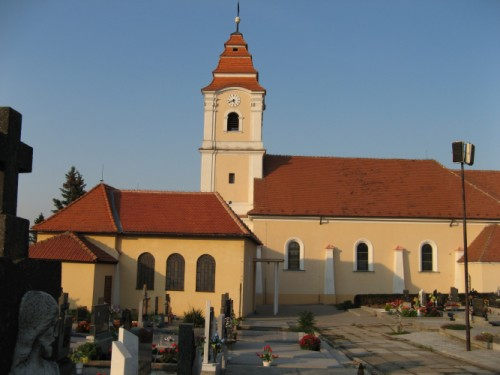
A templom
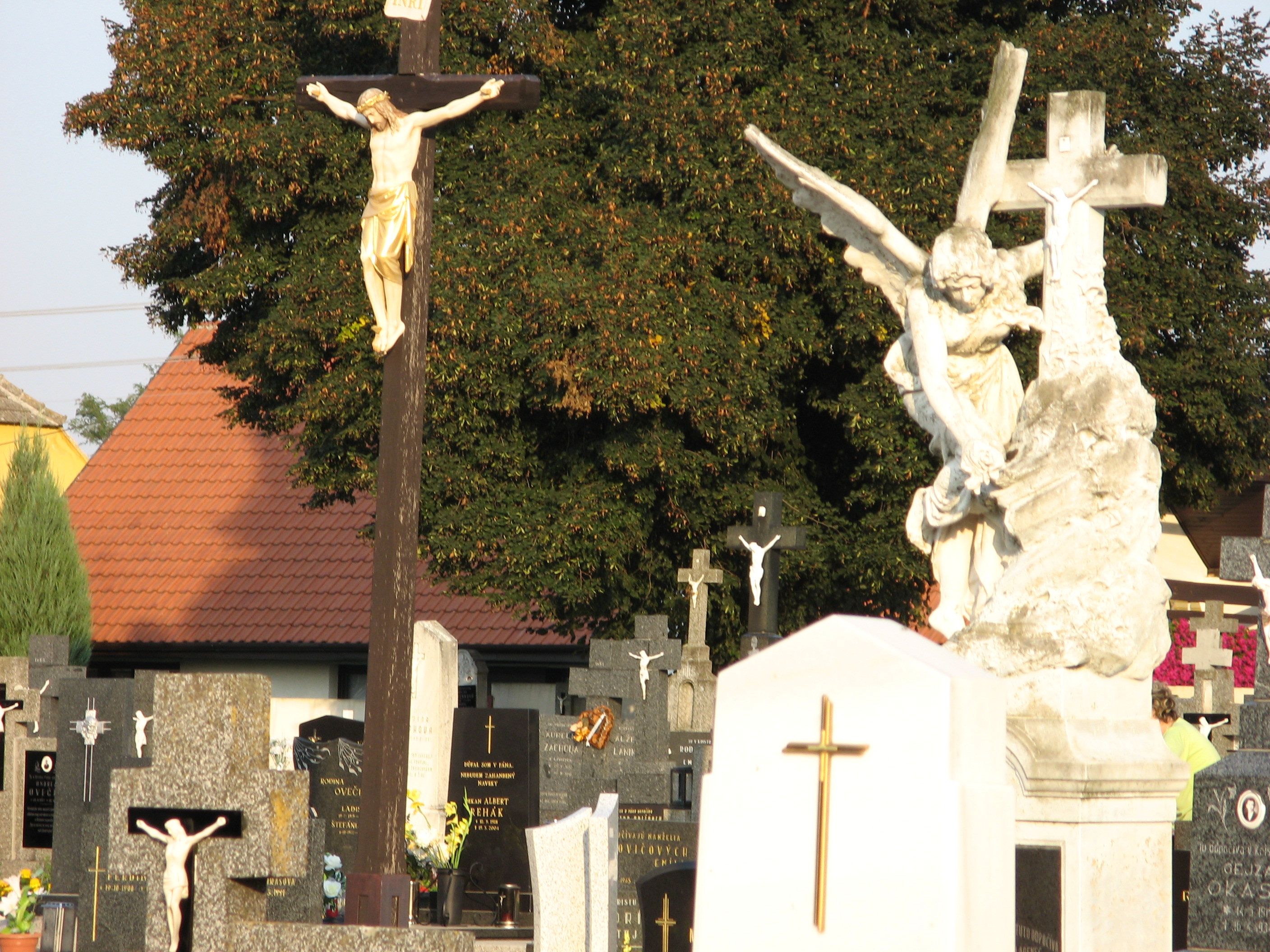
A temető
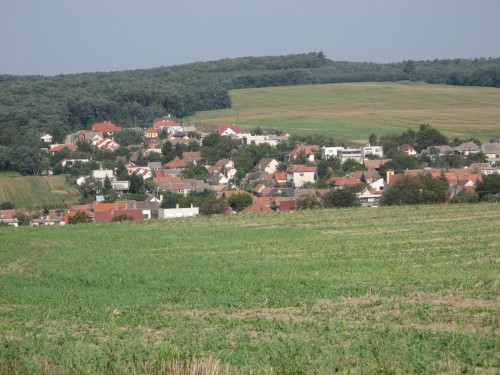
A falu látképe
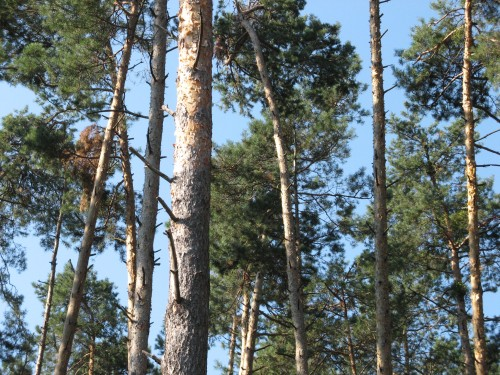
Az erdő

## Külső hivatkozások
- E-obce.sk Archiválva 2008. február 7-i dátummal a Wayback Machine-ben
- Községinfó
- Szomolánka Szlovákia térképén Archiválva 2007. május 4-i dátummal a Wayback Machine-ben
- A község a régió honlapján